# Karl von Friesen

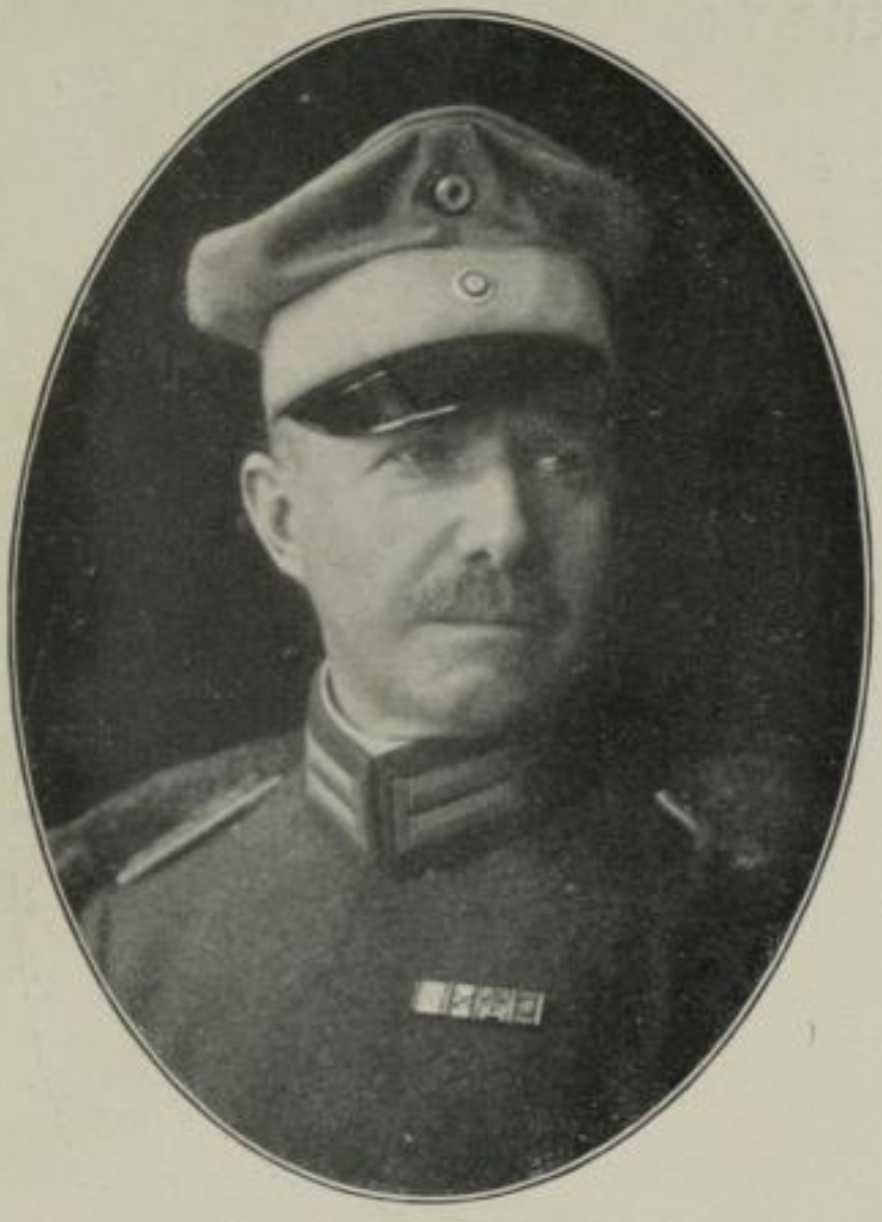
Karl von Friesen

Ernst Friedrich Karl Freiherr von Friesen (* 2. April 1865 in Dresden; † November 1929 in Rötha) war ein sächsischer Generalmajor.

## Leben

### Herkunft
Karl von Friesen stammte aus dem 1653 in den Reichsfreiherrenstand erhobenen Uradelsgeschlecht von Friesen. Er selbst war ein Sohn des sächsischen Grundbesitzer und Reichstagsmitglied Heinrich von Friesen-Rötha und dessen Ehefrau Marie Susanne von Zehmen (* 26. Juni 1836 auf Schleinitz-Wutschwitz, † 19. September 1914 in Friedrichroda), die 1906 von ihrem Bruder Schloss Schleinitz erbte und bis 1945 besaß. Er hatte fünf Geschwister, wobei nur Karl und sein Bruder Johann Hermann Heinrich (* 7. Juli 1867 in Riesa) das Erwachsenenalter erreichten.

### Karriere
Karl von Friesen wurde zunächst im elterlichen Hause in Rötha durch einen Hauslehrer erzogen und kam 1877 auf das Internat des Vitzthumschen Gymnasium zu Dresden, wobei er nach Erwerbnis des Zeugnis der Reife im Jahr 1883 als Avantageur in die 5. Schwadron des Garde-Reiter-Regiment der sächsischen Armee eintrat. 1884 wurde er zur Kriegsschule in Kassel kommandiert und am 23. Januar 1885 zum Leutnant unter Kommandierung zur Militär-Reitanstalt Dresden befördert. Im Herbst 1888 wurde er zur Turnanstalt in Berlin versetzt und besuchte von Herbst 1890 bis 1892 das Militär-Reitinstitut in Hannover, wonach er zur 5. Schwadron des Garde-Reiter-Regiments zurückkehrte. Am 19. April 1896 erfolgte seine Beförderung zum Rittmeister (Patent 17. April 1898) und Chef der 4. Schwadron im Regiment. 1900 wurde er zum Adjutanten des sächsischen Kriegsminister Paul Edler von der Planitz ernannt und blieb nach dessen Tod in gleicher Eigenschaft bis 1902 unter Max von Hausen. Nach Rückkehr in den Truppendienst übernahm er die 5. Schwadron des Regiments, wobei er am 1. Oktober 1905 zum Vorsitzenden der Remontierungs-Kommission ernannt wurde. In dieser wichtigen Stellung tat er bis 1908 Dienst und erlebte in dieser Position am 17. August 1906 die Beförderung zum Major unter Aggregierung zum Garde-Reiter-Regiment. Am 1. Oktober 1909 wurde er als etatsmäßiger Stabsoffizier in das 3. Ulanen-Regiment Nr. 21 „Kaiser Wilhelm II., König von Preußen“ unter Oberstleutnant Günther von der Schulenburg-Hehlen verlegt, bevor er 1910 mit der Führung des Garde-Reiter-Regiments beauftragt wurde. In den weiteren Jahren übernahm er vollständig das Regiment und stieg am 22. Mai 1913 zum Oberstleutnant auf.
Nach Ausbruch des Ersten Weltkrieges führte er sein Regiment an die Front und wurde schon im September 1914 mit der Führung der 40. Kavallerie-Brigade beauftragt, welche er erfolgreich führen konnte. Er wurde am 12. Januar 1915 zu dessen Kommandeur ernannt. Am 14. Juli 1915 konnte er so den Übergang über die Windau bei Warenhof erzwingen, was die russischen Streitkräfte zur Aufgabe ihrer stark befestigen Stellung bei Schrunden zur Folge hatte. Er konnte in der Nacht vom 25. bis zum 26. Juli 1915 zudem einen russischen Angriff abwehren und im August des Jahres den Bahnhof Neugut einnehmen. Für seine Verdienste wurde er so am 24. Februar 1916 mit dem Ritterkreuz des Militär-St.-Heinrichs-Ordens ausgezeichnet. Am 18. April 1918 wurde er zum Generalmajor befördert und zum Brigadekommandeur der 47.-Landwehr-Infanterie-Brigade ernannt. Im Januar 1919 nahm er seinen Abschied aus dem aktiven Dienst um sich der Widmung seines Gutes in Rötha zu kümmern.
Nach dem Tode des Generals der Kavallerie Hans Krug von Nidda wurde er 1922 zum Vorsitzenden des Vereins der Offiziere des Garde-Reiter-Regiments ernannt.

### Familie
Karl von Friesen heiratete am 20. März 1888 Frieda von Wolffersdorff. Aus der Ehe entstanden zwei Söhne und zwei Töchter.